# Taxi 3
Taxi 3 (bra: Táxi 3; prt: Taxi - Inferno no Asfalto) é um filme francês de 2003, do gênero comédia de ação, dirigido por Gérard Krawczyk, com roteiro e produção de Luc Besson.
É o terceiro da série Taxi, sendo precedido por Taxi 2 (2000) e seguido por Taxi 4 (2007).

## Sinopse
Quando uma quadrilha chamada Papai Noel começa a espalhar terror e destruição, a polícia tenta sem sucesso deter os criminosos. Só Daniel e seu potente táxi podem ajudar!